# ディミトリー・チュディノフ
ディミトリー・チュディノフ（英語: Dmitry Chudinov, 1986年9月15日 - ）は、ロシアのプロボクサー。ブラーツク出身。元WBA世界ミドル級暫定王者。元WBA世界スーパーミドル級スーパー王者ヒョードル・チュディノフは弟。

## 来歴
2009年7月10日、ネバダ州リノのリノ・イベンツ・センターでデビュー戦を行い、初回40秒でTKO勝ちを収めた。
デビューから7戦目までアメリカに活動拠点を置いていたが、その後母国ロシアに活動拠点を移した。
2012年12月17日、モスクワ州クラスノゴルスク市ミャキニノのクロッカス・シティ・ホールでジョナタン・リカルと対戦し、2回1分7秒KO勝ちを収めた。
2013年3月8日、モスクワのクリリヤ・ソヴェトフでミルトン・ヌネスとPABAミドル級暫定王座決定戦を行い、初回2分50秒KO勝ちを収め王座獲得に成功した。
2013年5月17日、モスクワ州クラスノゴルスク市ミャキニノのクロッカス・シティ・ホールでグレイディ・ブリューワーと対戦し、3回終了時ブリューワーが棄権し初防衛に成功した。
2013年7月20日、ウェンブリー・アリーナでパトリック・メンディとミドル級契約8回戦を行い引き分けた。
2013年8月24日、ヴォルゴグラードのオープン・エア・バイク・ショーでホルヘ・ナバーロとWBAインターナショナルミドル級王座決定戦を行い、2回終了間際2分59秒KO勝ちを収め王座獲得に成功しWBA世界ミドル級6位となった。
2013年12月21日、モスクワのクリタツコエ・スポーツ・パレスにてWBA世界ミドル級暫定王座決定戦をWBA世界ミドル級7位のフアン・カミロ・ノボアと行い、序盤から打撃戦で優位に立ったチュディノフは5回終了時の採点を3-0（3者とも50-43）でリードを奪った。そして6回開始直後に高速連打で一気に勝負を賭けると、レフェリーが即座に試合止め、マーティン・マレーに続き2人目の暫定王者誕生という異常事態ではあるものの、チュディノフは無敗で王座獲得に成功した。
2013年12月29日、WBA世界ミドル級正規王者のゲンナジー・ゴロフキンがスーパー王座認定を申請したがWBAによって拒否され、ゴロフキンは正規王座に据え置かれることになった。これによりWBA世界ミドル級暫定王者マーティン・マレーは暫定王座に据え置かれることになり、ゲンナジー・ゴロフキン対オサマヌ・アダマ戦と同日にWBA世界ミドル級3位のジャロッド・フレッチャーと正規王座決定戦を行う予定だったが、マレーの持つ暫定王座の防衛戦に変更となり、同月21日に暫定王座決定戦を制して暫定王座を獲得していたチュディノフも扱いが暫定王者ではなく指名挑戦者に変更されるなど、様々な混乱が生じた。
2014年1月10日、WBAはチュディノフは指名挑戦者としてWBAは世界ミドル級2位にランクインした。
2014年3月13日、WBAは同月7日にWBA世界ミドル級暫定王座を剥奪されたマーティン・マレーに変わり、チュディノフがWBA世界ミドル級暫定王者としてWBA世界ミドル級1位にランクインした。
2014年6月1日、ムィティシのムィティシ・アリーナでWBA世界ミドル級4位のパトリック・ニールセンと対戦。チュディノフがプレッシャーをかけ接近するとニールセンがクリンチに逃げるという攻防が繰り返されるが、チュディノフも決め手を欠きいて判定までもつれ込み、3-0の判定勝ちを収め初防衛に成功した。
2014年6月3日、WBAはWBA世界ミドル級正規王者のゲンナジー・ゴロフキンをスーパー王座に認定したが、空位となったWBA世界ミドル級正規王座はジャロッド・フレッチャー対ダニエル・ジェイコブスの勝者が就く為、チュディノフは暫定王座に据え置かれた。
2014年7月8日、WBAはチュディノフはWBA世界ミドル級暫定王者としてWBA世界ミドル級1位にランクインした。
2014年8月9日、セヴァストポリのオープン・エア・バイク・ショーでWBA世界ミドル級12位のメディ・ボウドラと対戦し、初回に1度、2回に2度、3回に1度ダウンを奪い、3回TKO勝利を収め、 2度目の王座防衛に成功した。
2015年2月28日、ロンドンのO2アリーナにてタイソン・フューリー対クリスチャン・ハマーの前座でWBA世界ミドル級11位のクリス・ユーバンク・ジュニアと対戦し、プロ初黒星となる12回2分11秒TKO負けを喫し3度目の防衛に失敗、王座から陥落した。
2015年3月18日、WBAはチュディノフをWBA世界ミドル級6位にランクインした。
2015年8月12日、WBAはチュディノフをWBA世界ミドル級2位にランクインした。
2015年8月23日、ヤルタのリクソス・ムリーヤ・リゾート・ヤルタでWBAインターナショナルミドル級王座決定戦をゲアード・アイェトビッチと行い、8回判定勝ちを収めWBAインターナショナル王座に返り咲いた。

## 獲得タイトル
- PABAミドル級暫定王座（防衛1）
- WBAインターナショナルミドル級王座
- WBA世界ミドル級暫定王座（防衛2）